# Steinberg am Rofan
Steinberg am Rofan ist eine Gemeinde mit 297 Einwohnern (Stand 1. Jänner 2024) im Bezirk Schwaz in Tirol (Österreich).

## Geografie
Steinberg ist eine kleine, abgelegene Streusiedlung am Rofangebirge. Das Dorf ist über eine zehn Kilometer lange Straße von Achenkirch (im Achental gelegen) erreichbar. Der tiefste Punkt der Gemeinde, wo die Steinberger Ache Richtung Pinegg im Osten fließt, liegt knapp unter 850 Meter Seehöhe. Die Berge im Süden, Westen und Norden sind über 2000 Meter hoch. Von der Gemeindefläche von beinahe 70 Quadratkilometer sind achtzig Prozent bewaldet, vier Prozent sind Almen und nur drei Prozent werden landwirtschaftlich genutzt.

### Gemeindegliederung
Es gibt nur die Katastralgemeinde Steinberg am Rofan.
Die Gemeinde liegt im Gerichtsbezirk Schwaz.

### Nachbargemeinden
|            |                                             | Brandenberg (KU) |
| Achenkirch | Kompassrose, die auf Nachbargemeinden zeigt | Kramsach (KU)    |
|            | Eben am Achensee (SZ)                       | Münster (KU)     |

## Geschichte
Die Besiedlung von Steinberg erfolgte vermutlich im 8. Jahrhundert, entweder durch bajuwarische Flüchtlinge oder ausgelöst durch irisch-keltische Missionare aus dem Raum Breitenbach.
Um das Jahr 1000 schenkten die Grafen Aribo große Landteile mit Steinberg der Benediktinerabtei Seeon. Diese blieb bis zur Auflösung des Klosters 1803 Besitzer von Steinberg. Nach einer Notiz aus dem 15. Jahrhundert erfolgte 1188 die Weihe der ersten Kirche in Steinberg. Als Kirchenpatron wurde der hl. Lambert gewählt, da dieser Schutzpatron der Grafen Aribo war. Aus einer Beschreibung des Dekanates Aibling ist ersichtlich, dass 1305 Steinberg eine von drei Filialkirchen von Breitenbach war.
Ein Neubau der Kirche wurde 1419 begonnen und 1434 mit der Weihe abgeschlossen, ein Umbau zum heutigen Aussehen erfolgte von 1715 bis 1719.
Seit 1818 gehört Steinberg zur Erzdiözese Salzburg, eine eigenständige Pfarre ist Steinberg seit 1891.
Die Gemeinde ist seit 2021 Teil der internationalen Alpenvereinsinitiative Bergsteigerdörfer.

### Bevölkerungsentwicklung

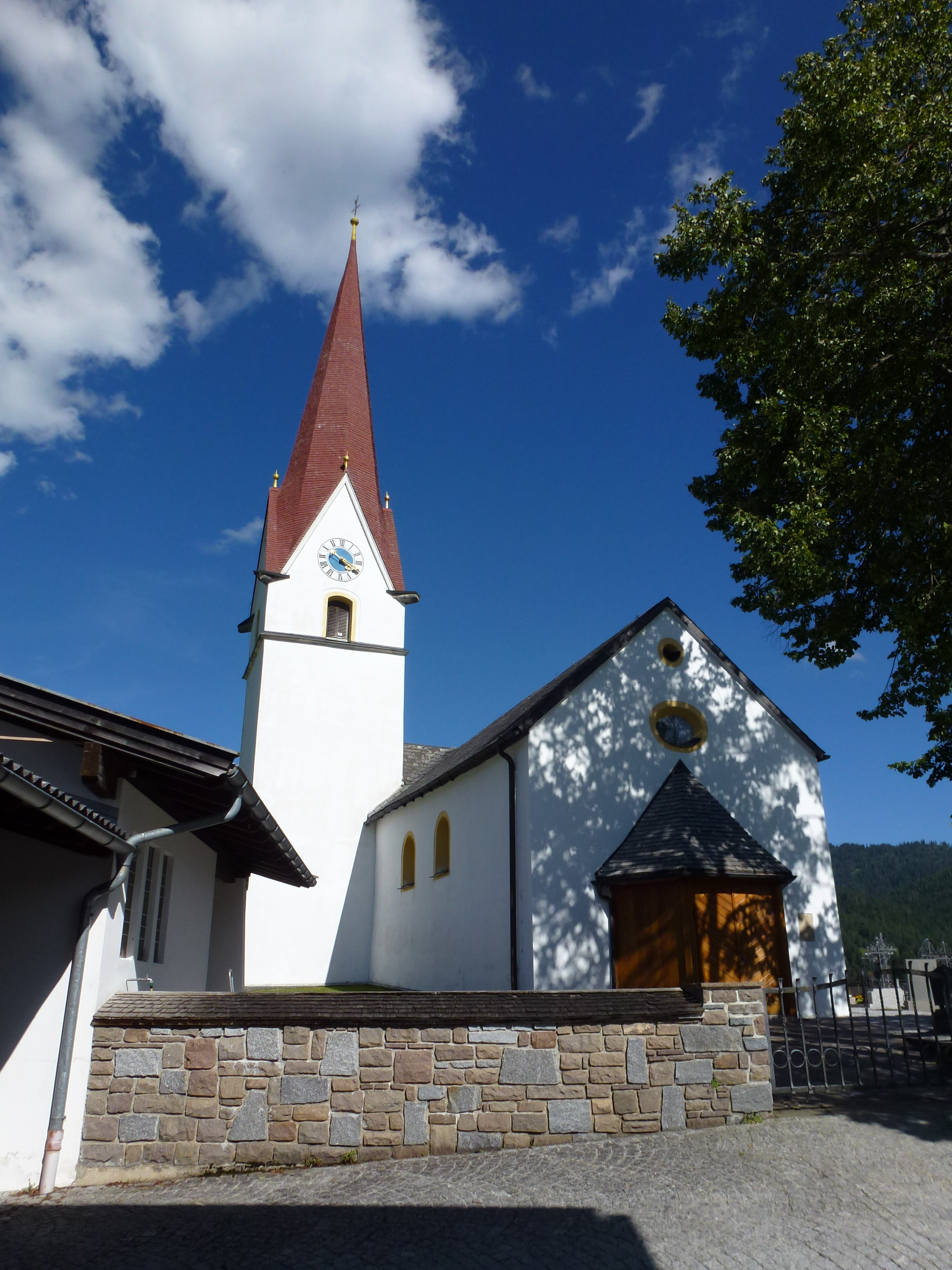
Pfarrkirche hl. Lambert

| Steinberg am Rofan: Einwohnerzahlen von 1869 bis 2024 | Steinberg am Rofan: Einwohnerzahlen von 1869 bis 2024 | Steinberg am Rofan: Einwohnerzahlen von 1869 bis 2024 | Steinberg am Rofan: Einwohnerzahlen von 1869 bis 2024 | Steinberg am Rofan: Einwohnerzahlen von 1869 bis 2024 |
| ----------------------------------------------------- | ----------------------------------------------------- | ----------------------------------------------------- | ----------------------------------------------------- | ----------------------------------------------------- |
| Jahr                                                  |                                                       |                                                       |                                                       | Einwohner                                             |
| 1869                                                  | 1869                                                  |                                                       | 180                                                   | 180                                                   |
| 1880                                                  | 1880                                                  |                                                       | 177                                                   | 177                                                   |
| 1890                                                  | 1890                                                  |                                                       | 163                                                   | 163                                                   |
| 1900                                                  | 1900                                                  |                                                       | 201                                                   | 201                                                   |
| 1910                                                  | 1910                                                  |                                                       | 195                                                   | 195                                                   |
| 1923                                                  | 1923                                                  |                                                       | 176                                                   | 176                                                   |
| 1934                                                  | 1934                                                  |                                                       | 214                                                   | 214                                                   |
| 1939                                                  | 1939                                                  |                                                       | 214                                                   | 214                                                   |
| 1951                                                  | 1951                                                  |                                                       | 238                                                   | 238                                                   |
| 1961                                                  | 1961                                                  |                                                       | 232                                                   | 232                                                   |
| 1971                                                  | 1971                                                  |                                                       | 281                                                   | 281                                                   |
| 1981                                                  | 1981                                                  |                                                       | 317                                                   | 317                                                   |
| 1991                                                  | 1991                                                  |                                                       | 304                                                   | 304                                                   |
| 2001                                                  | 2001                                                  |                                                       | 306                                                   | 306                                                   |
| 2011                                                  | 2011                                                  |                                                       | 295                                                   | 295                                                   |
| 2021                                                  | 2021                                                  |                                                       | 294                                                   | 294                                                   |
| 2024                                                  | 2024                                                  |                                                       | 297                                                   | 297                                                   |
| Quelle(n): Statistik Austria, Gebietsstand 1.1.2021   |                                                       |                                                       |                                                       |                                                       |

## Kultur und Sehenswürdigkeiten

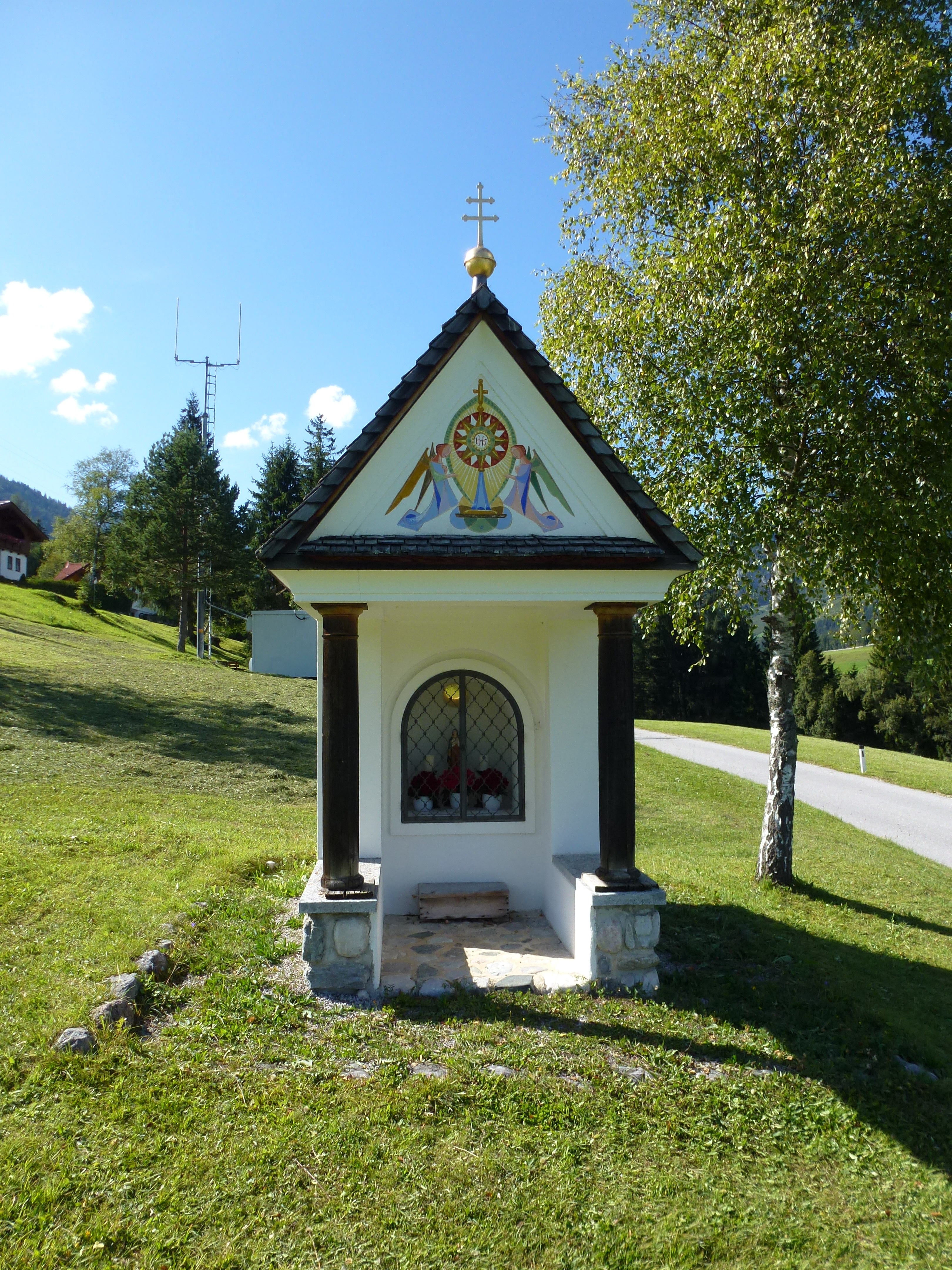
Silberwaldkapelle

### Bauwerke
- Katholische Pfarrkirche Steinberg am Rofan hl. Lambert
- Dorfhaus Steinberg am Rofan, Mehrzweckzentrum, 2015/2016 erbaut nach Plänen des Architekten Bernardo Bader[4]
- Schwarzenbachkapelle
- Silberwaldkapelle

### Musik
- seit 1877 Bundesmusikkapelle Steinberg am Rofan[5]
- Kirchenchor Steinberg am Rofan
- Steinberger Stubenmusig
- Stoaberger Soatenmusig

## Wirtschaft und Infrastruktur

### Arbeitsplätze, Erwerbstätige
Im Jahr 2011 gab es 56 Arbeitsplätze in Steinberg, sechzehn in der Landwirtschaft, zwölf im Produktionssektor und die Hälfte im Dienstleistungsbereich. Von den rund 130 Erwerbstätigen, die in der Gemeinde wohnten, pendelten zwei Drittel aus.

### Verkehr
Nachdem der Öffentliche Personennahverkehr (Postbus) in den 1990er-Jahren eingestellt wurde, verkehren seit 2003 wieder mehrfach tägliche Busverbindungen (Linie 7801) zwischen Steinberg und Achenkirch.

## Politik

### Gemeinderat
Die Gemeinderat hat insgesamt 11 Mitglieder.
- Mit den Gemeinderats- und Bürgermeisterwahlen in Tirol 1998 hatte der Gemeinderat folgende Verteilung: 11 Wir Steinberger - Heimatliste.[9]
- Mit den Gemeinderats- und Bürgermeisterwahlen in Tirol 2004 hatte der Gemeinderat folgende Verteilung: 8 Für Steinberg – Bürgermeisterliste und 3 Unabhängige Liste Steinberg.[10]
- Mit den Gemeinderats- und Bürgermeisterwahlen in Tirol 2010 hatte der Gemeinderat folgende Verteilung: 11 Für Steinberg – Bürgermeisterliste.[11]
- Mit den Gemeinderats- und Bürgermeisterwahlen in Tirol 2016 hatte der Gemeinderat folgende Verteilung: 7 Für Steinberg – Bürgermeisterliste und 4 Liste Zukunft Steinberg.[12]
- Mit den Gemeinderats- und Bürgermeisterwahlen in Tirol 2022 hat der Gemeinderat folgende Verteilung: 8 Für Steinberg – Bürgermeisterliste und 3 Liste Zukunft Steinberg.[13]

### Bürgermeister
- seit 1992 Helmut Margreiter (Für Steinberg – Bürgermeisterliste)

### Wappen
Der Gemeinde wurde 1966 folgendes Wappen verliehen: In Silber drei Bergspitzen in den Farben Blau, Schwarz und Blau.
Die Farben der Gemeindefahne sind schwarz-weiß.

## Persönlichkeiten
- Richard Agreiter (* 1941), Bildhauer, lebt und arbeitet in Steinberg am Rofan